# بوبي جيلفيلان (لاعب كرة قدم)
بوبي جيلفيلان (بالإنجليزية: Bobby Gilfillan)‏ (14 مارس 1926 بدنفيرملين في المملكة المتحدة - ) هو مدرب كرة قدم ولاعب كرة قدم بريطاني في مركز مهاجم داخلي. لعب مع نادي بلاكبول ونادي روتشديل ونادي ووستر سيتي ونادي كاودينبيث لكرة القدم.